# Сас, Шари
Шари Колошвари (венг. Kolosvary Sari, 1922 — 19 февраля 2006), после замужества взявшая фамилию Сас (венг. Szasz) — румынская спортсменка, венгерка по национальности, игрок в настольный теннис, призёр чемпионатов мира.

## Биография
Родилась в 1922 году в Клуже. В 1939 году завоевала серебряную медаль чемпионата мира в парном разряде, а всего, с 1939 по 1955 годы, стала обладательницей десяти медалей чемпионатов мира (в том числе четырёх золотых). В 1950 году в результате замужества сменила фамилию на Сас.
В 1950 году заняла 3-е место в рейтинге ITTF.
Кавалер ордена Труда 3-й степени (1950).